# Älvdalens skjutfält
Älvdalens skjutfält är ett militärt övningsfält i Trängslet omkring tjugo kilometer nordväst om Älvdalen i Dalarnas län.

## Historik
Som en del av att Järva skjutfält lämnades och att Svea artilleriregemente och Infanteriskjutskolan omlokaliserades från Stockholm till Linköping, föreslogs samtidigt två nya skjutfält, Prästtomta skjutfält och Älvdalens skjutfält. Gällande Älvdalen föreslogs det att anordnas på ett område om cirka 54 000 hektar i anslutning till Älvdalens och Granådalens kronoparker i Kopparbergs län. Kostnaden för att iordningställande av fältet, anordnande av läger beräknades till 15 miljoner kronor. Arméchefen hade inför regeringens proposition föreslagit att Artilleriskjutskolan (ArtSS) skulle flyttas från Villingsberg till Älvdalsfältet, samtidigt som en del av Bergslagens artilleriregemente (A 9) övningar och utbildningar skulle flyttas till Älvdalsfältet. Det i sin tur skulle frigöra plats till Svea artilleriregemente på Villingsbergs skjutfält. Förutom artilleriet föreslogs Älvdalsfältet nyttjas av Dalregementets (I 13) stridsskjutningar samt för mellansvenska förband och skolor för vinterutbildning.
Älvdalens skjutfält är Sveriges näst största militära övningsområde och omfattar cirka 54 000 hektar (540 km²). Fältet anlades under 1960-talet, då det fanns behov av ett större skjutfält för artilleriet. Skjutfältet har nyttjats och nyttjas fortfarande av många olika förband från skilda delar av landet. Tidigare var det framför allt Norrlands artilleriregemente (A 4) i Östersund, Bergslagens artilleriregemente (A 9) och Artilleriregementet (A 9) i Kristinehamn och Dalregementet (I 13) i Falun som använde fältet. I Trängslet fanns åren 1966–2005 även Artilleriskjutskolan, från 1994 benämnt Artilleriets stridsskola (ArtSS).

## Verksamhet
Fältet omgärdas av en 11 mil lång och cirka 5 meter bred uthuggning i skogen som är skyltad med varnings- och tillträddesanslag. Fältet är det enda som är miljöprövat och godkänt för samtliga av Arméns truppslag. Inom vissa områden råder dock terrängkörningsförbud, det vill säga där får inte ens militären köra. Förbudet omfattar bland annat kalfjället Storvarden. Skjutfältet har en höjdskillnad på cirka 400 meter. Vid skjutfältet finns tre läger, Trängslets läger som är huvudlägret, samt två övningsledningsplatser/läger, Mossibergslägret och Rivsjölägret. Skjutfältet med dess läger är ett av Sveriges mest kompletta, då själva förläggningsområdet är anpassat för att husera ett förband av regementets storlek. På skjutfältet finns fasta pjäs- och batteriplatser/områden för artilleri och granatkastare, stridsfordonsstråk, rälsmålsbana, handgranatsbana, målområde för stridsflyg, inhägnad provyta 70 hektar. Vidare medger skjutfältet skjutning med direkt och indirekt eld på fältets 12 000 ha målområden. Skjutfältet miljöprövades 1994, vilket bland annat innebär att fältet tilldelades 190 skjutdagar per år.

### Trängslets läger
Trängslets läger ligger direkt sydväst om övnings- och skjutfältet vid Trängseldammen. Lägret har vuxit fram ur det före detta anläggarsamhällets baracker vid dammen. Åren 1966–1991 var Artilleriskjutskolan förlagd sommarhalvåret vid Trängslets läger. Åren 2015–2017 kom lägret att hysa ett asylboende med 600 flyktingar. Lägret består av ett vaktlokal, befälshotell med plats för 209 personer, förläggningar i kasern med en kapacitet på 686 sängplatser. Till det finns ett expeditions- och lektionssalsområde, förråds- och verkstadsområde, mässlokal, militärrestaurang med en kapacitet på 1000 dygnsportioner. Strax väster om lägret ligger ett 600 meter långt flygfält, som bland annat användes på 1960-talet som övningsfält av artilleriflyget, men används av flyg och helikopter.

### Mossibergslägret
Mossibergslägret är en övningsledningsplats och ligger cirka 25 km nordost om Trängslets läger och kan härbärgera upp till 84 man och har lektionssal, matsal, sanitetsutrymmen. Strax öster om lägret ligger en raststuga och Mossibergs brandtorn. Brandtornet uppfördes 1936 och ersatte därmed Rödbergs brandtorn, som var ett av de första i Sverige. Brandtornet förlorade sin roll på 1960-talet då brandflyg började användas för brandbevakning. År 2009 elektrifierades Mossibergslägret, då en markkabel grävdes ned från Trängsletdammen till Rivsjölägret förbi Mossiberg och upp till Snodskallen, som är den högsta punkten på skjutfältet. Innan matades lägret med dieseldrivet kraftverk.

### Rivsjölägret
Rivsjölägret är en övningsledningsplats och ligger cirka 17 km norr om Trängslets läger och har 44 sängplatser, lektionssal, matsal, sanitetsutrymmen. År 2009 elektrifierades Rivsjölägret, då en markkabel grävdes ned från Trängsletdammen till Rivsjölägret förbi Mossiberg och upp till Snodskallen.

## Händelser
- 2004

Som ett led i försvarsbeslutet 2004 som togs i riksdagen i december 2004 överfördes Älvdalens skjutfält år 2006 till Skaraborgs regemente (P 4) i samband med att Artilleriregementet omlokaliserades till Boden.
- 2018

Älvdalens skjutfält drabbades av skogsbranden 2018. Släckningsarbetet försvårades av risken med odetonerad ammunition som fanns inom skjutfältsområdet. Därför genomfördes en experimentell släckning med bombning. Den 25 juli 2018 fällde Försvarsmaktens JAS 39 Gripen en bomb av typen GBU-49 över brandhärden. Effekten av bombningen var att elden inom en radie av 100 meter slocknade, då explosionen gjorde att syret försvann och tryckvågen såg till att elden släcktes.

## Natur och friluftsliv

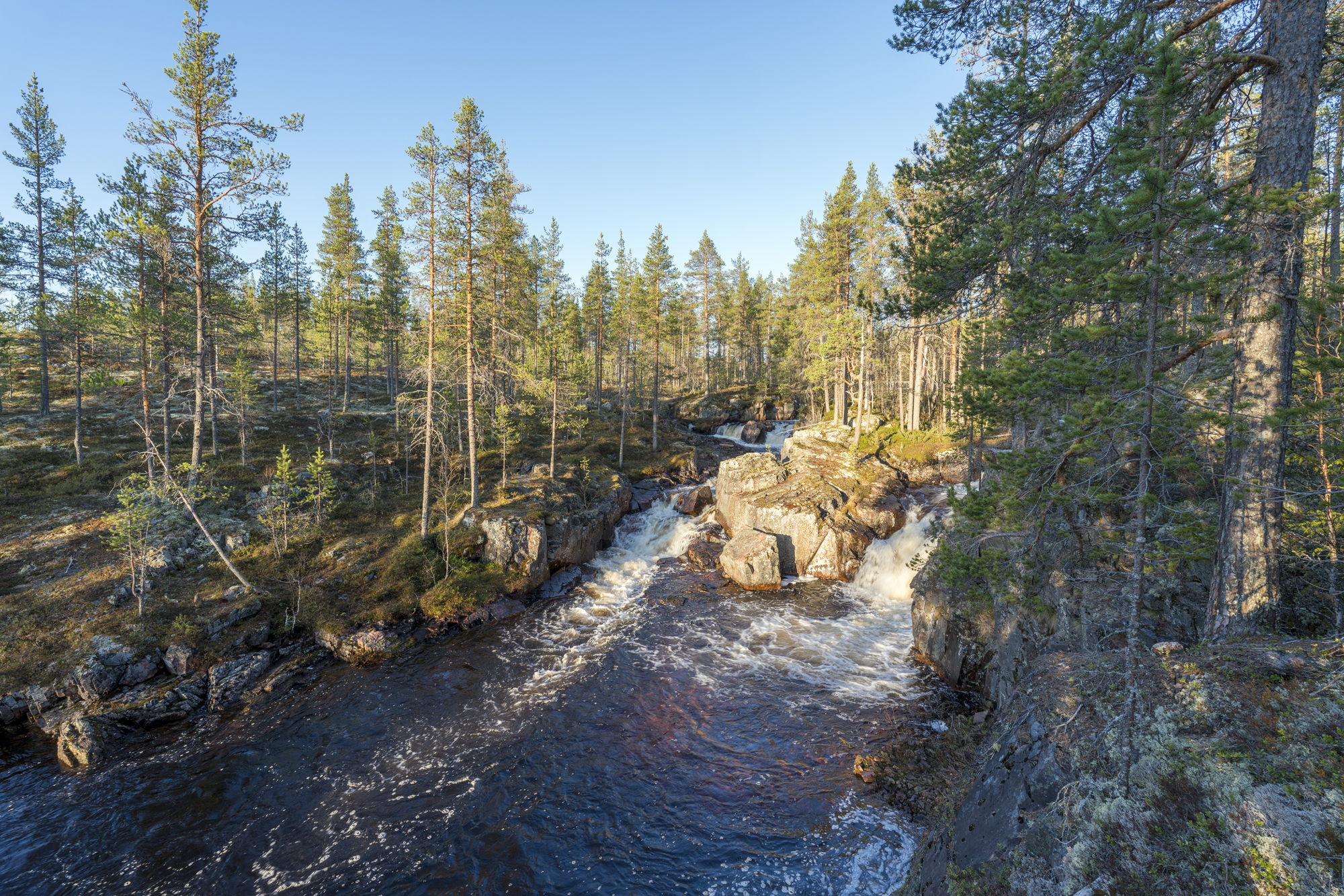
Vy mot vattendraget Lånan från slogboden "Lånus" i Älvdalens skjutfält.

Älvdalens skjutfält är även ett omtyckt område för friluftsliv när det inte är avstängt för övningar. Kommunen har uppfört 17 slogbodar (vindskydd) utspridda över hela området och genom den östra delen av skjutfältet går pilgrimsleden Romboleden. Innan man besöker området måste man kontrollera om det är avstängt eller öppet, vilket kan göras på Försvarsmaktens webbplats.
Inom skjutfältet finns 7 naturreservat som upptar 2,4 procent av skjutfältets areal:
1. Rödberget, 608 hektar.
2. Långsjöblik, 201 hektar.
3. Norra Trollegrav, 198 hektar.
4. Södra Trollegrav, 182 hektar.
5. Draggaberget, 65 hektar.
6. Rotensugnet, 55 hektar.
7. Skärbäcken, 5 hektar.